# GeoCities
GeoCities était un service d'hébergement Web gratuit fondé par David Bohnett et John Rezner fin 1994.
Le site fut racheté par Yahoo! en janvier 1999 pour 3,57 milliards de dollars. Dix ans plus tard, le 26 octobre 2009, le site principal est finalement fermé, Yahoo! n'étant pas parvenu à l'intégrer à sa plate-forme de services et à monétiser son audience,,. La branche nippone a perduré dix années supplémentaires : le 1er octobre 2018, Yahoo! Japan annonce la fermeture du service, prévue pour mars 2019.

## Reprises et références dans la culture populaire

### Cinéma
- En 2018, dans Ralph 2.0 : lorsqu'à la suite d'une dispute avec Vanellope von Schweetz, Ralph La Casse cherche, parmi les décombres d'Internet, le médaillon que cette première a jeté au loin, il soulève une poutrelle métallique sur laquelle apparaît le logo de GeoCities surmonté du message « Welcome to our community ».